# Matthias Buschkühl
Matthias Buschkühl (* 1953 in Hamburg; † 12. September 1997 ebenda) war ein deutscher Bibliothekar.

## Leben
Nach dem Abitur an der Sankt-Ansgar-Schule studierte Buschkühl Anglistik und Geschichte an den Universitäten Hamburg, London und Dublin. 1978/1979 legte er das Staatsexamen für das höhere Lehramt ab und wurde 1979 zum Dr. phil. promoviert. Er trat in den höheren Bibliotheksdienst mit Stationen an der Staatsbibliothek zu Berlin (1979–1981) und der Universitätsbibliothek Eichstätt-Ingolstadt (1981–1994) als Fachreferent für Theologie und Geschichte sowie Leiter der Handschriftenabteilung ein. Er leitete die wissenschaftliche Edition St. Walburg. Von 1994 bis zu seinem Tode 1997 war er Direktor der neugegründeten Erzbischöflichen Diözesanbibliothek Hamburg, deren Bestand teilweise nachher in die Bibliothek des Instituts für Theologie und Frieden überging. Er führte die Arbeitsgemeinschaft Katholisch-Theologischer Bibliotheken von 1995 bis 1997 als Vorsitzender.

## Schriften (Auswahl)
- Die irische, schottische und römische Frage. Disraeli's Schlüsselroman „Lothair“ 1870 (= Kirchengeschichtliche Quellen und Studien. Band 11). EOS-Verl., St. Ottilien 1980, ISBN 3-88096-711-3 (zugleich Dissertation, Hamburg 1979).
- Great Britain and the Holy See, 1746–1870. Irish Acad. Pr., Dublin 1982, ISBN 0-7165-0290-9.
- Heilige Schrift, Konnersreuth, Widerstand. Franz Xaver Wutz (1882–1938) zum 100. Geburtstag. Begleitheft zu einer Ausstellung der Universitätsbibliothek der Katholischen Universität Eichstätt (November 1982 – Februar 1983). Universitätsbibliothek, Eichstätt 1982, OCLC 157016580.
- Seminar und Hochschule in Eichstätt unter dem Nationalsozialismus. Johannes Ev. Stigler (1884–1966) aus Anlass seines 100. Geburtstages zum Gedächtnis ; Univ.-Bibliothek Eichstätt, Ausstellung November 1984 – Februar 1985 (= Schriften der Universitätsbibliothek Eichstätt. Band 4). Univ.-Bibliothek, Eichstätt 1984, ISBN 3-924109-00-3.
- mit Nina Kozlowski und Bernhard Stasiewski: Es geschah vor 40 Jahren. Zum Gedenken an den Aufstand im Warschauer Ghetto (1943) und den Tod Kardinal Bertrams (1945) (= Schriften der Universitätsbibliothek Eichstätt. Band 6). Univ.-Bibliothek, Eichstätt 1985, ISBN 3-924109-06-0.
- Franz Xaver Mayr. Priester und Naturwissenschaftler, 1887–1974, zum 100. Geburtstag. Ausstellung Febr. – Juni 1987 (= Schriften der Universitätsbibliothek Eichstätt. Band 10). Univ.-Bibliothek, Eichstätt 1987, ISBN 3-924109-07-9.
- Missionsgeschichte der Osterinsel. Pater Sebastian Englert O.F.M. Cap. (1888–1969) zum 100. Geburtstag. Ausstellung Dez. 1988 – März 1989 (= Schriften der Universitätsbibliothek Eichstätt. Band 13). Univ.-Bibliothek, Eichstätt 1988, ISBN 3-924109-09-5.
- Die Bibliothek Michael Glossner. Ostasiatica, Orientalia (= Kataloge der Universitätsbibliothek Eichstätt. Band 5,1). Harrassowitz, Wiesbaden 1991, ISBN 3-447-03148-4.
- Michael Glossner und die Theologie seiner Zeit. Briefwechsel Michael Glossner – Ernst Commer. Ausstellungskatalog und Dokumentation (= Schriften der Universitätsbibliothek Eichstätt. Band 19). Univ.-Bibliothek, Eichstätt 1992, ISBN 3-924109-17-6.
- Joseph Lechner 1893–1954. Gelehrter und Kämpfer gegen den Nationalsozialismus. Ausstellungskatalog und Dokumentation (= Schriften der Universitätsbibliothek Eichstätt. Band 21). Univ.-Bibliothek, Eichstätt 1993, ISBN 3-924109-19-2.
- Katechismus der Welt – Weltkatechismus. 500 Jahre Geschichte des Katechismus. Ausstellungskatalog (= Schriften der Universitätsbibliothek Eichstätt. Band 23). Univ.-Bibliothek, Eichstätt 1994, ISBN 3-924109-21-4.
- Wagneriana. Eine Ausstellung der Universitätsbibliothek Eichstätt zum 75. Geburtstag von Wolfgang Wagner (= Schriften der Universitätsbibliothek Eichstätt. Band 27). Schneider, Tutzing 1994, ISBN 3-7952-0809-2.